# Punta de Mata
Punta de Mata é uma cidade venezuelana, capital do município de Ezequiel Zamora (Monagas).